# Elefantenrunde

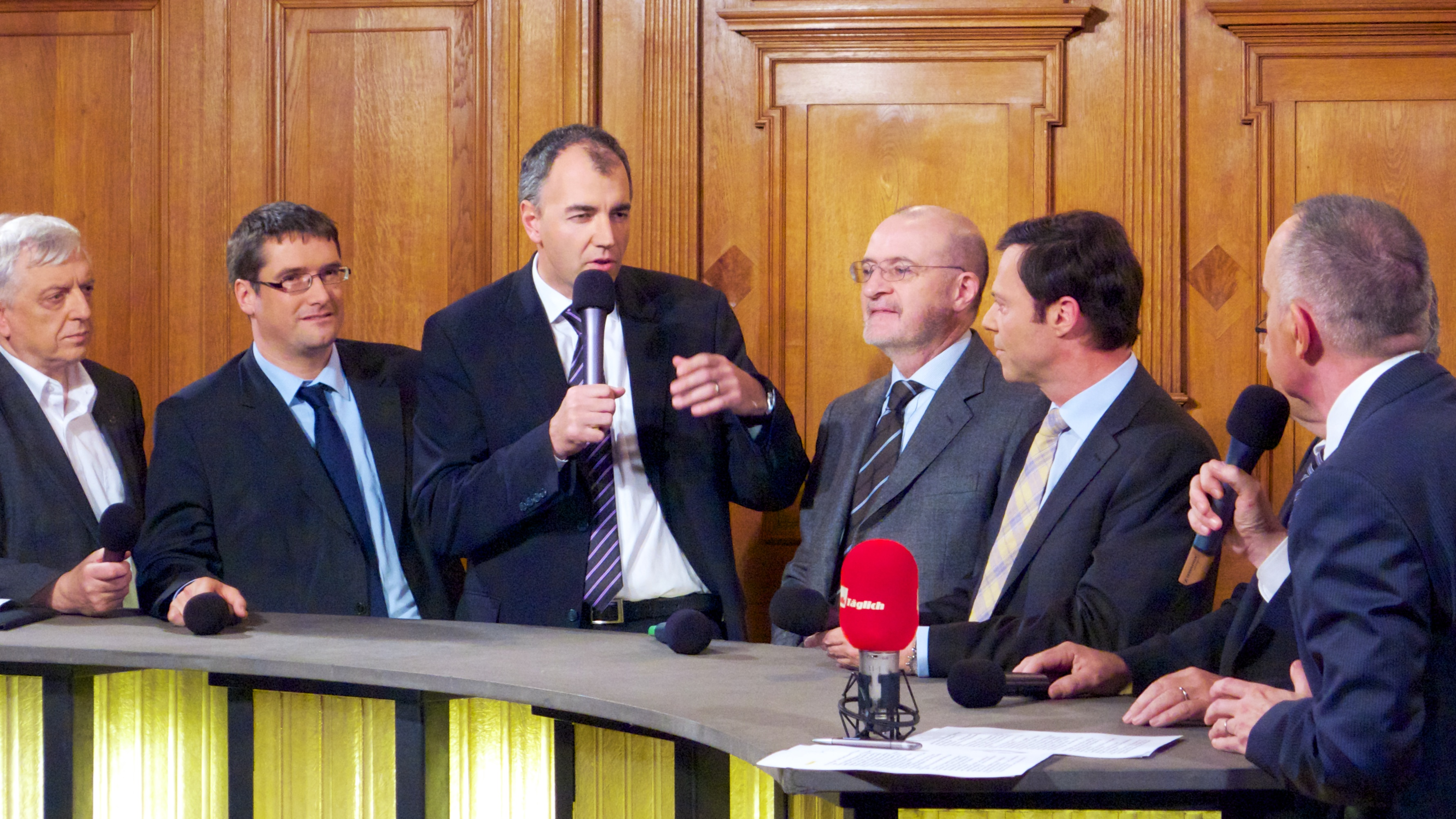
Elefantenrunde der Schweizer Parteipräsidenten im Vorfeld der Bundesratswahlen 2011. V. l. n. r.: Ueli Leuenberger (Grüne), Christian Levrat (SP), Christophe Darbellay (CVP), Fulvio Pelli (FDP.Die Liberalen), Christoph Mörgeli (SVP, in Vertretung von Toni Brunner), Hans Grunder (BDP, verdeckt durch den Moderator Markus Gilli).

Als Elefantenrunde wird eine Debatte im Fernsehen bezeichnet, an der in der Regel die Vorsitzenden der im Parlament vertretenen politischen Parteien teilnehmen. Der Ausdruck entstand in Deutschland und soll die „Gewichtigkeit“ der teilnehmenden Personen zum Ausdruck bringen und die Bedeutsamkeit des Gesprächsanlasses betonen. Das Wort wurde später auch in Österreich und in der Schweiz aufgegriffen und ist derzeit dort in Verwendung, es hat aber insgesamt keine einheitliche Bedeutung.

## Deutschland
Seit 1969 finden traditionell an (vor allem Bundestags-)Wahlabenden TV-Gesprächsrunden mit den Spitzenpolitikern der im Land- bzw. Bundestag vertretenen Parteien bei den öffentlich-rechtlichen Sendern Das Erste und ZDF statt.
Nachdem 1965 ein erster Versuch, am Wahlabend eine Elefantenrunde auszustrahlen, gescheitert war, gab es ab der Bundestagswahl 1969 eine Elefantenrunde vor der Bundestagswahl. Diese von ARD und ZDF gleichzeitig live übertragene Sendung – ihr offizieller Name war Drei Tage vor der Wahl – fand auch vor den Bundestagswahlen 1972, 1976, 1980, 1983 und 1987 statt. Sie war zeitlich nicht begrenzt und dauerte 1976 mehr als vier Stunden.
Die Elefantenrunde als Teil des Wahlkampfs wurde nach 1987 nicht mehr ausgestrahlt, der amtierende Bundeskanzler Helmut Kohl hatte es 1990, 1994 und 1998 abgelehnt, vor der Bundestagswahl an einer solchen Diskussionsrunde teilzunehmen. Seit der Bundestagswahl 2002 gibt es stattdessen ein sogenanntes Fernsehduell der Kanzlerkandidaten der beiden Volksparteien CDU und SPD, was auch das Bundesverfassungsgericht beschäftigte. Zusätzlich gab es 2005 im Programm der ARD wenige Tage vor der Bundestagswahl eine Diskussionsrunde mit den Spitzenkandidaten aller im Bundestag vertretenen Parteien, die aber im Vergleich zu den alten Sendungen bis 1987 im zeitlichen Umfang beschränkt war und in der öffentlichen Wahrnehmung hinter dem Fernsehduell zurückstand. Eine vergleichbare geplante Sendung scheiterte 2009 an der fehlenden Teilnahmebereitschaft der Kanzlerkandidaten von CDU und SPD. Am Donnerstag vor der Bundestagswahl 2013 fand eine parallel von ARD und ZDF ausgestrahlte, auf 90 Minuten beschränkte Berliner Runde statt, an der prominente Politiker der fünf damals im Bundestag vertretenen Parteien teilnahmen, nicht aber die Spitzenkandidaten. Dasselbe Format sendete man vor der Bundestagswahl 2017.
Vor der Bundestagswahl 2021 kehrte man wieder zum ursprünglichen Format zurück und sendete eine Elefantenrunde, an der alle Spitzenkandidaten der im Deutschen Bundestag vertretenen Parteien teilnahmen. Auch für den Donnerstag vor der Bundestagswahl 2025 war eine solche Sendung wieder geplant. Letztendlich kam es jedoch erneut nur zu einer Diskussionsrunde mit teilweise niederrangigeren Vertretern der Parteien, da nicht alle Spitzenkandidaten dazu bereit waren.
Die gesamte Zeit über geblieben ist die Elefantenrunde nach den Bundestagswahlen, in der meist die Parteivorsitzenden den Wahlausgang analysieren und die von ARD und ZDF zeitgleich gesendet wird. Eine solche Gesprächsrunde findet auch nach Landtagswahlen mit den Generalsekretären bzw. mit den Bundesgeschäftsführern der Bundestagsparteien statt. Diese wird abwechselnd von ARD und ZDF übertragen. Der offizielle Name der Sendung ist Berliner Runde (bis 1999: Bonner Runde).
Gelegentlich wurde auch eine informelle, nicht öffentliche Beratungsrunde der Parteivorsitzenden der Regierungsparteien CDU, CSU und FDP im Kabinett Helmut Kohls als „Elefantenrunde“ bezeichnet. Dieser Begriff nahm Bezug auf die körperliche Gestalt der Politiker Kohl, Strauß und Genscher. Diese Treffen waren – wie das mit Vertrauten besetzte „Küchenkabinett“ – typisch für den Regierungsstil Helmut Kohls. Sie bereiteten wichtige Entscheidungen vor und klärten Streitpunkte abseits der offiziellen und von der Verfassung dafür vorgesehenen Plattformen (wie Bundestag, Vermittlungsausschuss etc.). Teilweise war auch die Rede von „Kamingesprächen“. Die Treffen der Runde nahmen in der Berichterstattung der Medien breiten Raum ein, sie verloren jedoch nach dem Tod von Franz Josef Strauß an Bedeutung.

## Schweiz
In der Schweiz wird eine Sitzung oder Diskussion der Parteipräsidenten der vier Bundesratsparteien (SP, Die Mitte, FDP und der SVP) traditionell „Elefantenrunde“ genannt. Nach Bekanntgabe von Volksabstimmungsresultaten und Wahlresultaten lädt das Schweizer Fernsehen und das Schweizer Radio DRS jeweils zu einer stark beachteten Elefantenrunde, an der die Parteipräsidenten das Resultat mit seinen Ursachen und Folgen analysieren. In der TV-Polit-Sendung Arena gibt es manchmal ebenfalls eine Elefantenrunde.
Bei der Bekanntgabe der ersten Resultate nach den nationalen Wahlen 2011 nahmen erstmals auch die Parteipräsidenten der GLP und der BDP teil, dies als Folge der erweiterten Parteienlandschaft, welche sich 2011 mit den teils massiven Verlusten der fünf größten Parteien (SVP, SP, FDP, CVP, Grüne) und dem Zuwachs der neuen Parteien GLP und BDP bildete. In jüngster Zeit werden ab und zu auch die Grünen eingeladen.

## Österreich
In Österreich hat sich der Ausdruck „Elefantenrunde“ endgültig mit der Nationalratswahl 2006 etabliert. Es wird damit die Fernsehdiskussion der Spitzenkandidaten aller im Parlament vertretenen wahlwerbenden Parteien bezeichnet, welche einige Tage vor einer Nationalratswahl stattfindet. Dieser im ORF ausgestrahlten Konfrontation gehen Diskussionen der Spitzenkandidaten jeweils von zwei Parteien voraus, die als „TV-Konfrontation“, „Wahlkonfrontation“ oder „TV-Duell“ bezeichnet werden. Im Jahr 2006 lautete sogar der offizielle Titel der den TV-Wahlkampf abschließenden Runde: Diskussion der Spitzenkandidaten – Die Elefantenrunde.
Da in dieser Sendung die Vertreter anderer zu einer Nationalratswahl antretenden politischen Gruppierungen ausgeschlossen sind, diese aber seit 2006 ebenfalls in einer eigenen dafür vorgesehenen Diskussionssendung vertreten sind, wurden als Pendant zu „Elefantenrunde“ dafür – neben dem offiziellen Sendungstitel – bisher auch die scherzhaften Bezeichnungen „Mückenrunde“ (2006) und „Ameisenrunde“ (2008) verwendet.
Erstmals bei der Bundespräsidentenwahl 2016 wurden Diskussionen mit allen Kandidaten als „Elefantenrunde“ bezeichnet.